# 马里纳-迪焦约萨约尼卡
马里纳-迪焦约萨约尼卡（義大利語：Marina di Gioiosa Ionica）是意大利雷焦卡拉布里亚省的一个市镇。总面积15平方公里，人口6573人，人口密度438.2人/平方公里（2009年）。ISTAT代码为080045。